# ルイ・ブラス
- ルイ・ブラス
- ルイス・ブラス
- ルイス・ブルース

ルイ・ユージーン・ブラス（Louis Eugene Brus, 1943年8月10日 - ）は、アメリカ合衆国の化学者。コロンビア大学教授（物理学、化学）。量子ドットとして知られるコロイド状半導体ナノ結晶の発見で知られる。オハイオ州クリーブランド出身。2023年にムンジ・バウェンディ、アレクセイ・エキモフとともにノーベル化学賞を受賞した。

## 経歴
1965年にライス大学を卒業後、1969年にコロンビア大学から化学物理学の博士号を取得。1969年から1973年までアメリカ海軍調査研究所に所属し、その後はベル研究所に勤務、1996年から現職。

## 受賞歴
- 2001年 - アーヴィング・ラングミュア賞
- 2006年 - R・W・ウッド賞
- 2008年 - カヴリ賞
- 2009年 - ウィラード・ギブズ賞[2]
- 2010年 - 米国科学アカデミー賞化学部門
- 2011年 - ピーター・デバイ賞[3]
- 2012年 - バウアー賞、トムソン・ロイター引用栄誉賞
- 2013年 - ウェルチ化学賞
- 2023年 - ノーベル化学賞

## 参照
- Brus group homepage
- Brus faculty profile
- ルイ・ブラス - Nobelprize.org